# Écury-sur-Coole
Pour les articles homonymes, voir Écury et Coole.
Écury-sur-Coole /ekyʁisyʁkɔl/ est une commune française située dans le département de la Marne, en région Grand Est.

## Géographie

### Localisation
Écury-sur-Coole se trouve au centre du département de la Marne, en région Grand Est. La commune appartient à la région agricole de la Champagne crayeuse.
La commune d'Écury-sur-Coole s'étend sur une superficie de 1 830 hectares. Sur son territoire, l'altitude varie de 82 à 142 mètres. Écury-sur-Coole est située dans la vallée de la Coole, rivière qui traverse le village et la Champagne crayeuse vers le sud. La Marne s'écoule au nord-est de la commune.
Par la route, Écury-sur-Coole se situe à 9 km de Châlons-en-Champagne, préfecture de la Marne, à 32 km de Vitry-le-François, et à 12 km de Saint-Germain-la-Ville, siège de la communauté de communes de la Moivre à la Coole dont Écury-sur-Coole fait partie. La commune fait en outre partie du bassin de vie de Châlons-en-Champagne.
Écury-sur-Coole est limitrophe de 8 communes :
|                     | Coolus                                      | Sarry             |
| Cheniers            | Écury-sur-Coole                             | Sogny-aux-Moulins |
| Nuisement-sur-Coole | Breuvery-sur-Coole, Saint-Quentin-sur-Coole | Mairy-sur-Marne   |

### Hydrographie
La commune est dans la région hydrographique « la Seine de sa source au confluent de l'Oise (exclu) » au sein du bassin Seine-Normandie. Elle est drainée par la Marne, la Coole, le canal 01 de Saint-Laurent, le canal 02 de Saint-Laurent et le canal 01 de la commune de Coolus,.
La Marne prend sa source sur le plateau de Langres, dans la commune de Saints-Geosmes (Haute-Marne) et se jette dans la Seine entre Charenton-le-Pont et Alfortville (Val-de-Marne) dans le quartier de Conflans-l'Archevêque. Les caractéristiques hydrologiques de la Marne sont données par la station hydrologique située sur la commune de Chepy. Le débit moyen mensuel est de 73,5 m3/s. Le débit moyen journalier maximum est de 453 m3/s, atteint lors de la crue du 27 janvier 2018. Le débit instantané maximal est quant à lui de 456 m3/s, atteint le même jour.
La Coole, d'une longueur de 30 km, prend sa source dans la commune de Coole et se jette dans la Marne à Compertrix, après avoir traversé dix communes. Les caractéristiques hydrologiques de la Coole sont données par la station hydrologique située sur la commune. Le débit moyen mensuel est de 0,557 m3/s. Le débit moyen journalier maximum est de 3,17 m3/s, atteint lors de la crue du 16 mars 2020. Le débit instantané maximal est quant à lui de 3,18 m3/s, atteint le même jour.
Deux plans d'eau complètent le réseau hydrographique : la Radouaye, d'une superficie totale de 4,4 ha (1,2 ha sur la commune) et le Cuvlot, d'une superficie totale de 1,4 ha (1,3 ha sur la commune),.

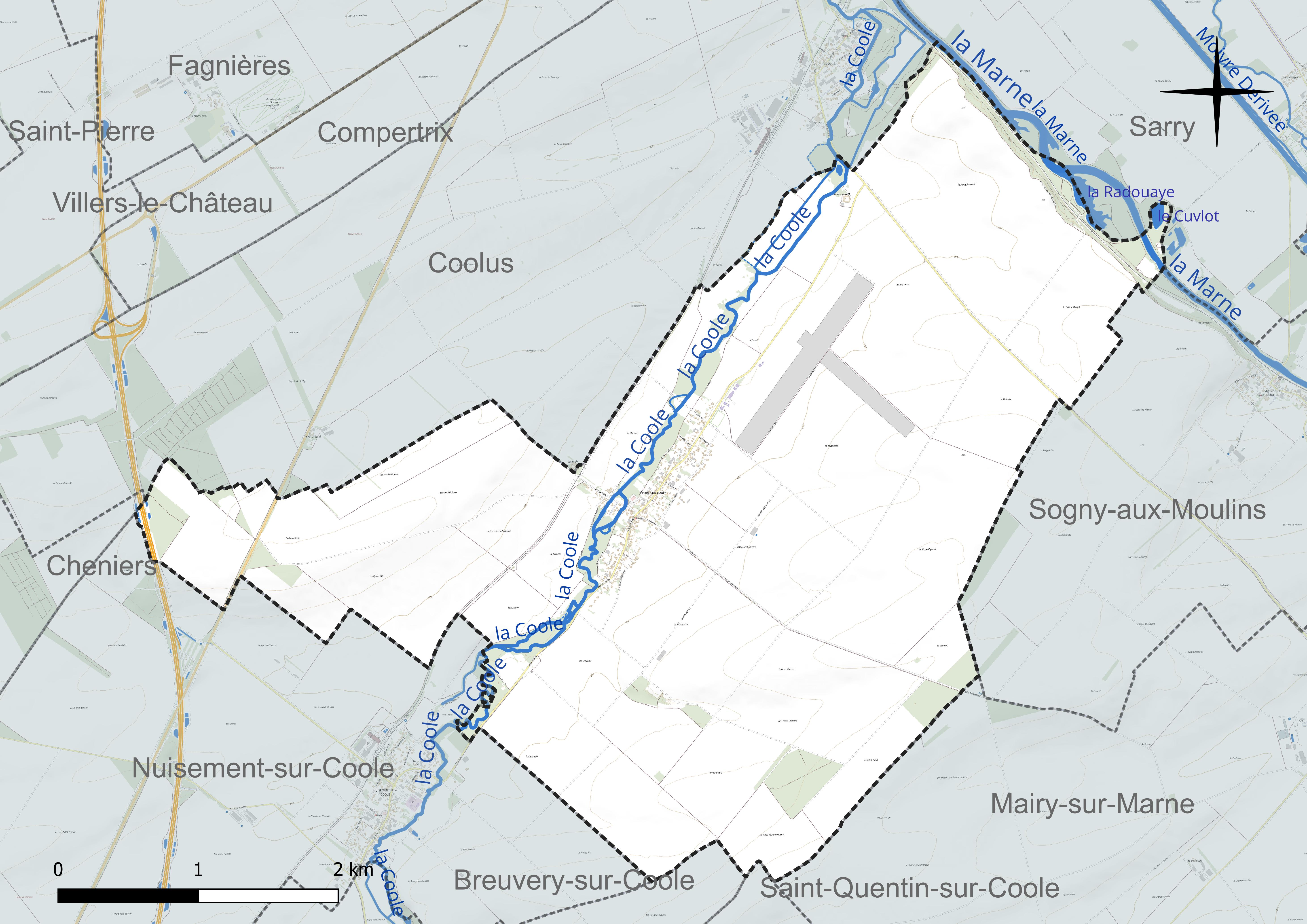
Réseau hydrographique d'Écury-sur-Coole.

### Climat
Pour des articles plus généraux, voir Climat du Grand Est et Climat de la Marne.
En 2010, le climat de la commune est de type climat océanique dégradé des plaines du Centre et du Nord, selon une étude du Centre national de la recherche scientifique s'appuyant sur une série de données couvrant la période 1971-2000. En 2020, Météo-France publie une typologie des climats de la France métropolitaine dans laquelle la commune est exposée à un climat océanique altéré et est dans la région climatique  Nord-est du bassin Parisien, caractérisée par un ensoleillement médiocre, une pluviométrie moyenne régulièrement répartie au cours de l’année et un hiver froid (3 °C). 
Pour la période 1971-2000, la température annuelle moyenne est de 10,4 °C, avec une amplitude thermique annuelle de 15,8 °C. Le cumul annuel moyen de précipitations est de 683 mm, avec 11,7 jours de précipitations en janvier et 8,2 jours en juillet. Pour la période 1991-2020, la température moyenne annuelle observée sur la station météorologique de Météo-France la plus proche, « Fagnières-Inra », sur la commune de Fagnières à 8 km à vol d'oiseau, est de 11,2 °C et le cumul annuel moyen de précipitations est de 632,3 mm. 
La température maximale relevée sur cette station est de 41,8 °C, atteinte le 25 juillet 2019 ; la température minimale est de −21 °C, atteinte le 6 janvier 1985,,. 
Les paramètres climatiques de la commune ont été estimés pour le milieu du siècle (2041-2070) selon différents scénarios d'émission de gaz à effet de serre à partir des nouvelles projections climatiques de référence DRIAS-2020. Ils sont consultables sur un site dédié publié par Météo-France en novembre 2022.

### Milieux naturels et biodiversité
L'Inventaire national du patrimoine naturel (INPN) recense 537 espèces sur le territoire de la commune, dont 76 espèces protégées et 34 espèces menacées. Écury-sur-Coole compte une zone naturelle d'intérêt écologique, faunistique et floristique (ZNIEFF) de type I et deux ZNIEFF de type II.
Au nord-est de la commune, la ZNIEFF de type I « rivière de la Marne et anse du Radouaye à Sarry » regroupe plusieurs types d'habitats. La végétation aquatique de la rivière comprend des espèces peu courantes dans la région telles l'hydrocharis petit-nénuphar, le nymphéa blanc, le potamot dense et le potamot de Berchtold. Les secteurs marécageux à roselières et magnocariçaies accueille des espèces protégées comme la germandrée des marais et le pâturin des marais. Ses forêts sont l'aulnaie-frênaie alluviale, la saulaie et l'aulnaie marécageuse. En matière de faune, de nombreuses espèces d'oiseaux fréquentent le site ; tout comme le chevreuil et le putois.
Elle est incluse dans la ZNIEFF de type II de la « vallée de la Marne de Vitry-le-François à Épernay », qui s'étend sur plus de 13 000 hectares entre ceux deux villes et comprend sept ZNIEFF de type I représentant « les milieux les plus remarquables et les mieux conservés de cette partie de la vallée ».
À l'ouest de la commune, la ZNIEFF de type II des « pinèdes et chênaies thermophiles du plateau de Cheniers » regroupe les dernières pinèdes et chênaies thermophiles en bon état du secteur. Les pinèdes sont dominées par le pin sylvestre et le pin noir tandis que les chênaies thermophiles sont dominées par le chêne pubescent. Elles accueillent plusieurs espèces rares dans la région, tant au niveau de la flore que de la faune.

## Urbanisme

### Typologie
Au 1er janvier 2024, Écury-sur-Coole est catégorisée commune rurale à habitat dispersé, selon la nouvelle grille communale de densité à sept niveaux définie par l'Insee en 2022.
Elle est située hors unité urbaine. Par ailleurs la commune fait partie de l'aire d'attraction de Châlons-en-Champagne, dont elle est une commune de la couronne,. Cette aire, qui regroupe 97 communes, est catégorisée dans les aires de 50 000 à moins de 200 000 habitants,.

### Occupation des sols
L'occupation des sols de la commune, telle qu'elle ressort de la base de données européenne d’occupation biophysique des sols Corine Land Cover (CLC), est marquée par l'importance des territoires agricoles (87,7 % en 2018), une proportion sensiblement équivalente à celle de 1990 (88,5 %). La répartition détaillée en 2018 est la suivante : 
terres arables (87,7 %), forêts (5,5 %), espaces verts artificialisés, non agricoles (3,5 %), zones urbanisées (2,4 %), milieux à végétation arbustive et/ou herbacée (0,9 %). L'évolution de l’occupation des sols de la commune et de ses infrastructures peut être observée sur les différentes représentations cartographiques du territoire : la carte de Cassini (XVIIIe siècle), la carte d'état-major (1820-1866) et les cartes ou photos aériennes de l'IGN pour la période actuelle (1950 à aujourd'hui).

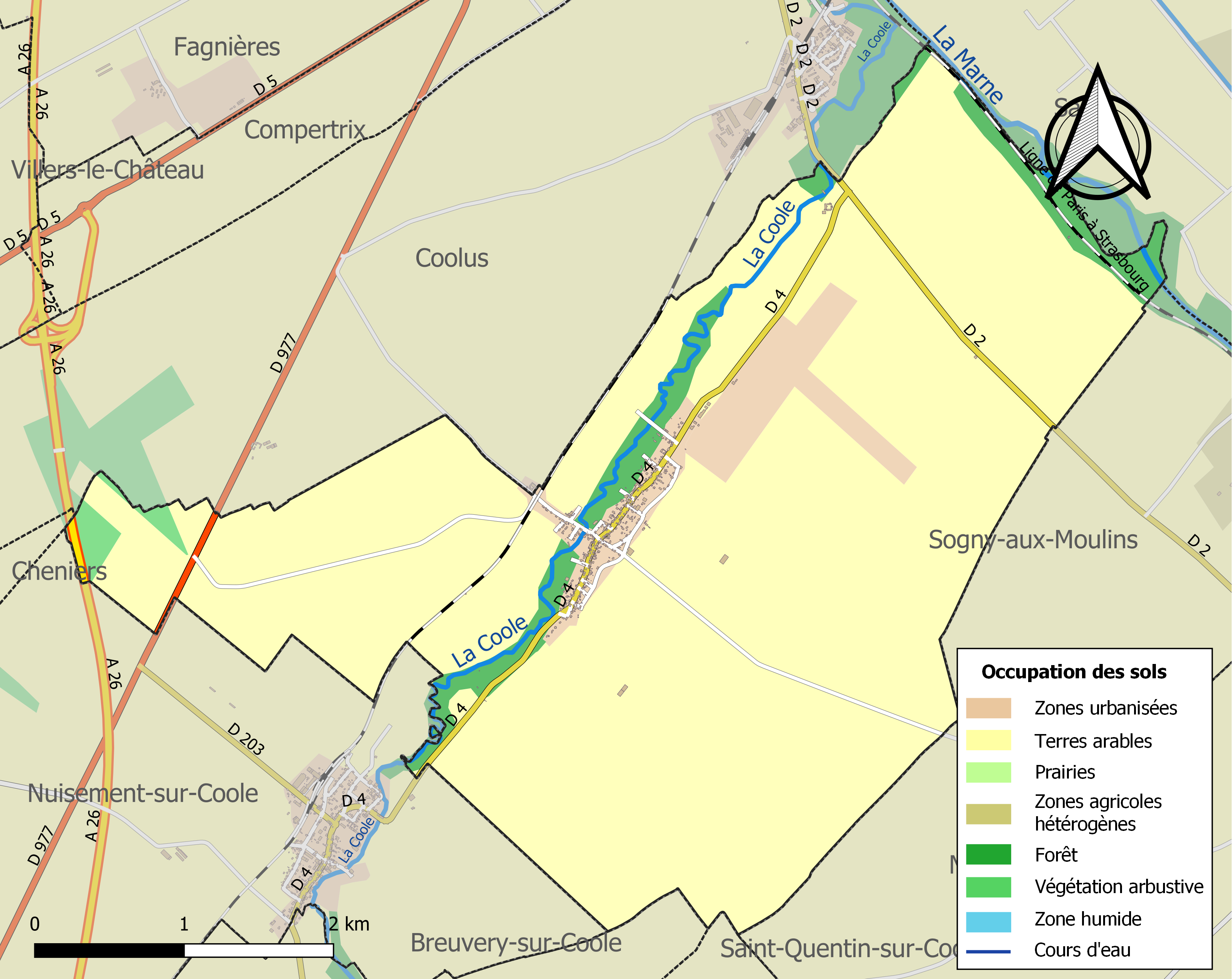
Carte des infrastructures et de l'occupation des sols de la commune en 2018 (CLC).

### Morphologie rurale, hameaux et écarts
Écury-sur-Coole prend la forme d'un village-rue le long de la route départementale 4, parallèle à la Coole.
La commune compte un écart, Saint-Laurent, à proximité du domaine de Coolus au nord de la commune. L'écart les Argies, à la sortie ouest du village, est quant à lui situé sur la commune voisine de Coolus.

### Voies de communication et transports
Le village d'Écury-sur-Coole est traversé par la route départementale 4, qui part vers le sud en direction de la vallée de la Coole. Au nord de la commune, la route départementale 4 rejoint la route départementale 2, qui relie Châlons-en-Champagne à Vitry-le-François. La route départementale 977 (ex-nationale 77) et l'autoroute A4 passent à l'ouest de la commune, sans réellement la desservir.
Sur le territoire de la commune, on trouve un terrain d'aviation, l'aérodrome de Châlons - Écury-sur-Coole. Il est ouvert à la circulation aérienne publique. Il héberge un club de vol à voile (l'ACVV, Association Châlonnaise de Vol à Voile), un club de vol moteur (l'aéroclub Farman-Clément) et des activités ULM. Le terrain a été utilisé en septembre 2015 pour une durée de quatre semaines afin de réaliser les essais d'atterrissage et de décollage sur piste en herbe de l'A400M.

## Toponymie
Le nom de la localité est attesté sous les formes Escureium (1173) ; Escureium supra Collam (1244) ; Escureium supra Maternam (1274) ; Esquiri super Colam, Escuri (1270) ; Escury-sur-Colle (1406) ; Escury-sur-Coole (1472) ; Escurey-sur-Coole (1556) ; Escury près de Chaalons (1603) ; « La terre et seigneurie de Scury-sur-Coole » (1636) ; Escurie (1693) ; Escuris (vers 1700) ; Ecuriacum ad Coslam (1755) ; Écurie (1764).

## Politique et administration

### Intercommunalité

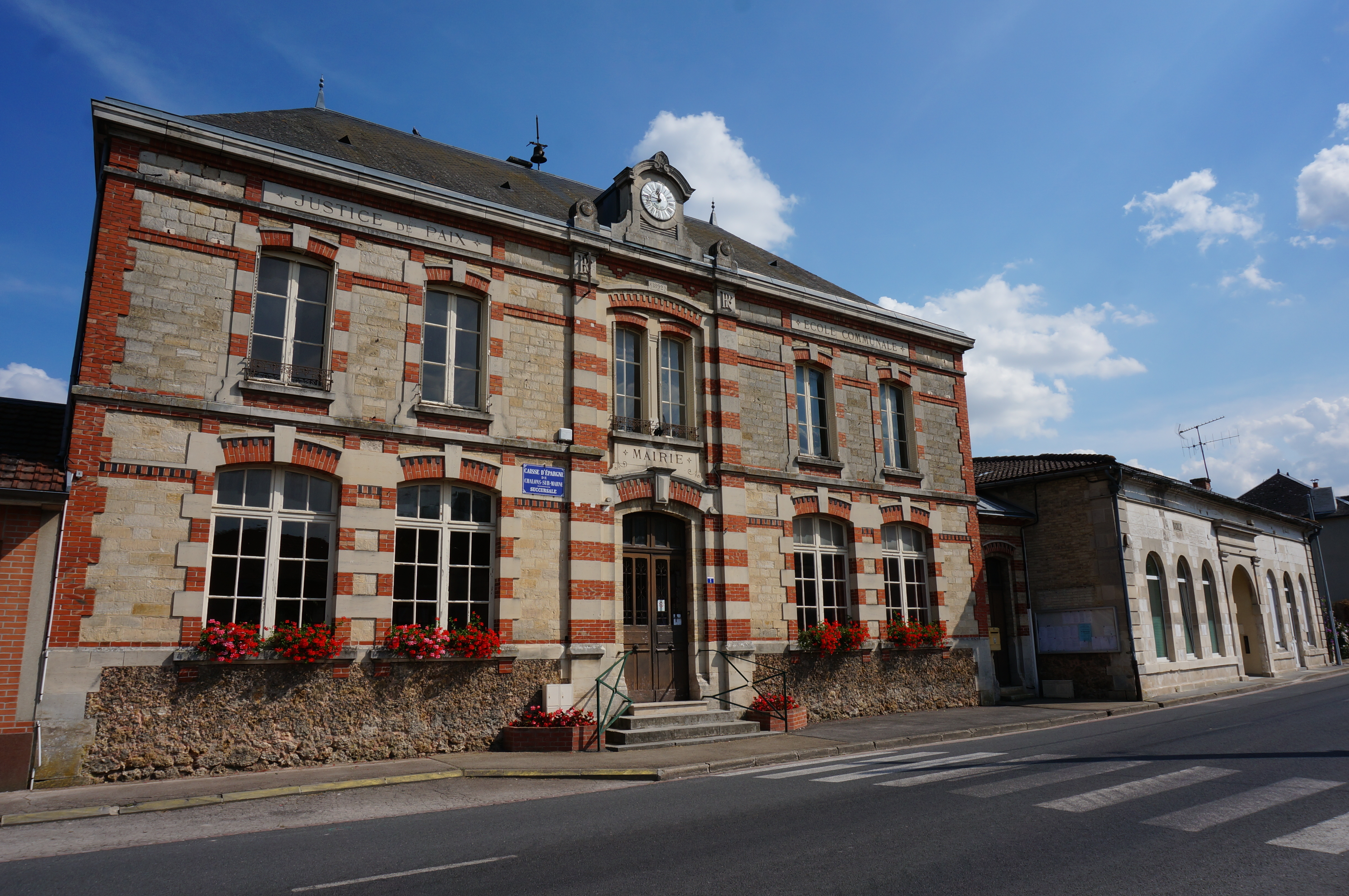
La mairie.

La commune, antérieurement membre de la communauté de communes de la Vallée de la Coole, est membre, depuis le 1er janvier 2014, de la communauté de communes de la Moivre à la Coole.
En effet, conformément au schéma départemental de coopération intercommunale de la Marne du 15 décembre 2011, cette communauté de communes de la Moivre à la Coole est issue de la fusion, au 1er janvier 2014, de la communauté de communes de la Vallée de la Coole, de  la communauté de communes de la Guenelle, de la communauté de communes du Mont de Noix et de la communauté de communes de la Vallée de la Craie.

### Liste des maires
| Période                                  | Période    | Identité          | Étiquette | Qualité                         |
| ---------------------------------------- | ---------- | ----------------- | --------- | ------------------------------- |
| Les données manquantes sont à compléter. |            |                   |           |                                 |
| avant 1876                               | après 1877 | Lebonvalet        |           |                                 |
| 2001                                     | 2008       | Pierre Huet       | PS        |                                 |
| 2008                                     | 2020       | Catherine Dethune |           | Réélue pour le mandat 2014-2020 |
| 2020                                     | 2026       | Marc Deforge      |           |                                 |

## Équipements et services publics

### Eau et déchets
L'approvisionnement en eau potable et l'assainissement des eaux usées sont des compétences de la communauté de communes de la Moivre à la Coole. La commune d'Écury-sur-Coole est alimentée en eau potable par le captage du puits « La Côte des Prés » à Coupetz ; l'approvisionnement en eau potable est délégué à Veolia. L'assainissement y est non collectif.
Le service public des déchets est assuré par le Syndicat mixte du Sud-Est Marnais (SYMSEM), qui a mis en place une redevance incitative. La collecte des ordures ménagères résiduelles (en bacs noirs pucés ou en sacs rouges prépayés) et des emballages ménagers recyclables (en sacs jaunes) est réalisée en porte à porte. Le SYMSEM adhérant au syndicat de valorisation des ordures ménagères de la Marne (SYVALOM), ces déchets sont amenés en centre de transfert à Sainte-Menehould ou Vitry-en-Perthois, puis valorisés sur le site de La Veuve. La collecte du verre se fait en apport volontaire, avant transformation dans une usine de Reims. Pour les déchets volumineux ou dangereux, le SYMSEM met à disposition de ses habitants une plateforme de déchets verts et gravats, à Saint-Amand-sur-Fion, ainsi que 12 déchèteries, à Arrigny, Courtisols, Givry-en-Argonne, Mairy-sur-Marne, Pargny-sur-Saulx, Pogny, Sainte-Menehould, Thiéblemont-Farémont, Valmy, Vanault-les-Dames, Villers-en-Argonne et Ville-sur-Tourbe.

### Enseignement

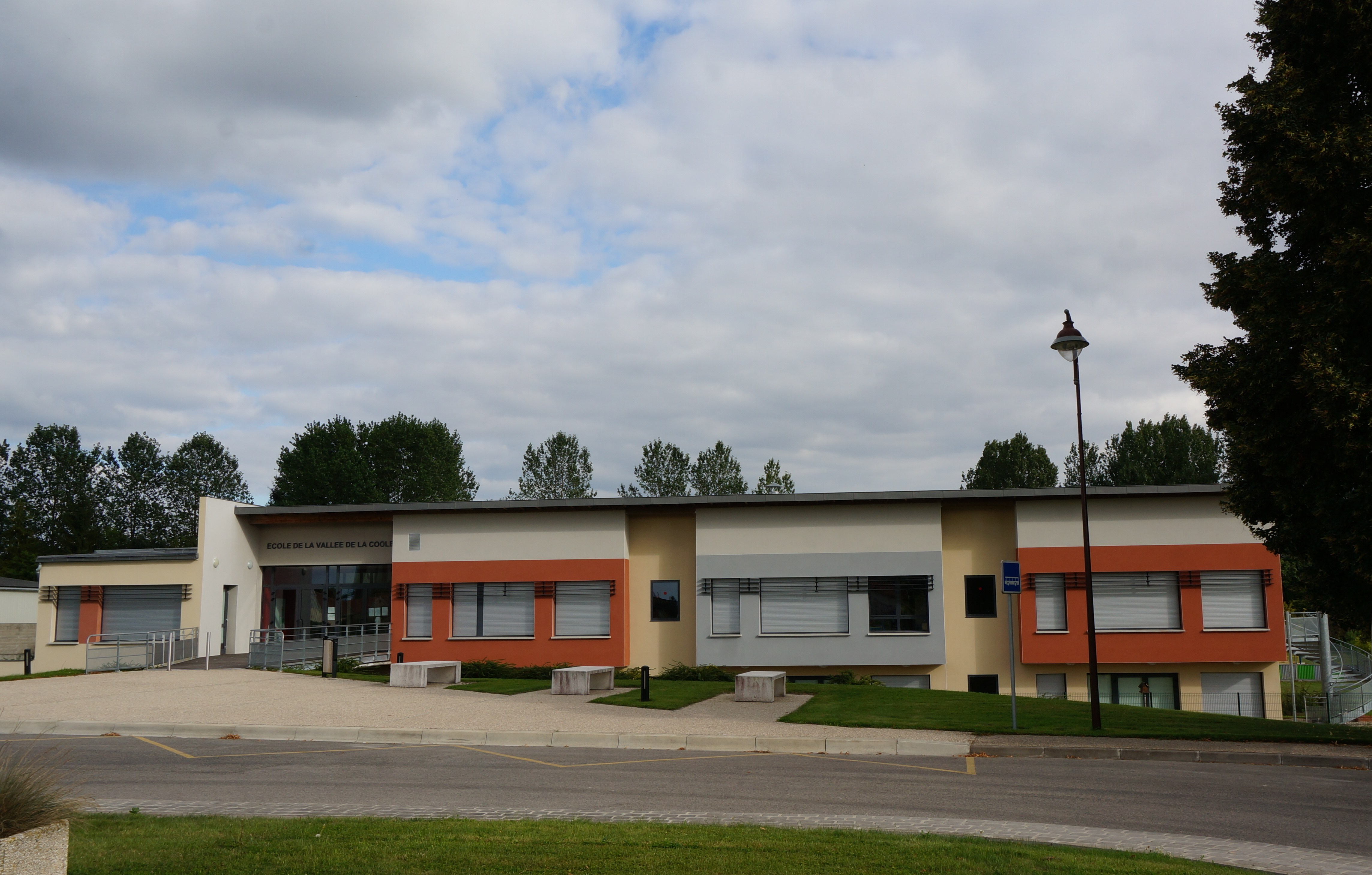
L'école de la Vallée de la Coole à Nuisement-sur-Coole.

Écury-sur-Coole fait partie de l'académie de Reims.
La commune dépend de l'école primaire de la Vallée de la Coole à Nuisement-sur-Coole, installée allée des Tilleuls et accueillant 150 élèves de classes maternelles et élémentaires (chiffres 2024-2025).
Les enfants d'Écury-sur-Coole sont ensuite rattachés au collège Nicolas Appert et au lycée Jean Talon, tous les deux situés à Châlons-en-Champagne.

### Postes et télécommunications
Deux boîtes aux lettres de La Poste se trouvent sur le territoire de la commune, rue de Nuisement et rue de l'Équerre. Les bureaux de poste les plus proches sont situés à Mairy-sur-Marne et Châlons-en-Champagne (Croix-Dampierre), à environ 6 km d'Écury-sur-Coole.

### Justice, sécurité et secours
Du point de vue judiciaire, Écury-sur-Coole relève du conseil de prud'hommes, du tribunal de commerce, du tribunal judiciaire, du tribunal paritaire des baux ruraux et du tribunal pour enfants de Châlons-en-Champagne, dans le ressort de la cour d'appel de Reims. Pour le contentieux administratif, la commune dépend du tribunal administratif de Châlons-en-Champagne et de la cour administrative d'appel de Nancy.
Écury-sur-Coole est située en secteur Gendarmerie nationale et dépend de la brigade de Vitry-la-Ville.
En matière d'incendie et de secours, la commune dépend du Service départemental d'incendie et de secours (SDIS) de la Marne.

## Démographie
L'évolution du nombre d'habitants est connue à travers les recensements de la population effectués dans la commune depuis 1793. Pour les communes de moins de 10 000 habitants, une enquête de recensement portant sur toute la population est réalisée tous les cinq ans, les populations de référence des années intermédiaires étant quant à elles estimées par interpolation ou extrapolation. Pour la commune, le premier recensement exhaustif entrant dans le cadre du nouveau dispositif a été réalisé en 2005.

En 2022, la commune comptait 491 habitants, en évolution de −1,41 % par rapport à 2016 (Marne : −1,19 %, France hors Mayotte : +2,11 %).
| 1793 | 1800 | 1806 | 1821 | 1831 | 1836 | 1841 | 1846 | 1851 |
| ---- | ---- | ---- | ---- | ---- | ---- | ---- | ---- | ---- |
| 320  | 348  | 328  | 432  | 357  | 369  | 326  | 331  | 308  |

| 1856 | 1861 | 1866 | 1872 | 1876 | 1881 | 1886 | 1891 | 1896 |
| ---- | ---- | ---- | ---- | ---- | ---- | ---- | ---- | ---- |
| 308  | 320  | 319  | 324  | 357  | 354  | 339  | 345  | 326  |

| 1901 | 1906 | 1911 | 1921 | 1926 | 1931 | 1936 | 1946 | 1954 |
| ---- | ---- | ---- | ---- | ---- | ---- | ---- | ---- | ---- |
| 347  | 324  | 313  | 285  | 278  | 285  | 271  | 290  | 288  |

| 1962 | 1968 | 1975 | 1982 | 1990 | 1999 | 2005 | 2006 | 2010 |
| ---- | ---- | ---- | ---- | ---- | ---- | ---- | ---- | ---- |
| 272  | 312  | 370  | 403  | 399  | 391  | 453  | 461  | 460  |

| 2015 | 2020 | 2022 | - | - | - | - | - | - |
| ---- | ---- | ---- | - | - | - | - | - | - |
| 489  | 481  | 491  | - | - | - | - | - | - |

## Culture locale et patrimoine

### Lieux et monuments

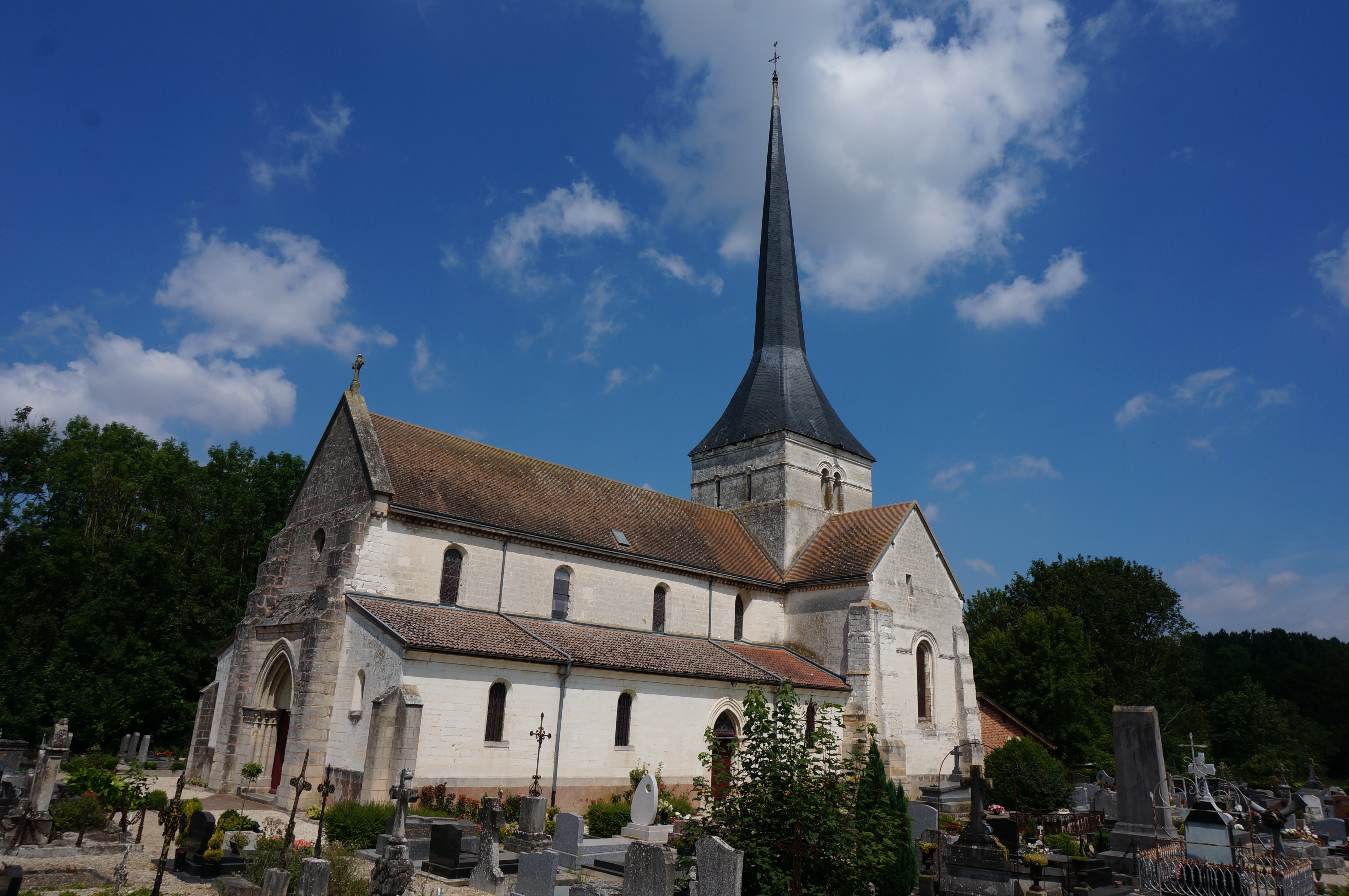
L'église d'Écury.

- L'église Saint-Alpin est l'une des plus anciennes églises gothiques du centre de la Marne et l'une des rares ayant un clocher flammé. Elle date approximativement de 1170[55]. À l'intérieur, on trouve un christ en croix du XIVe siècle et d'environ 1,30 m de hauteur, qui est classé monument historique au titre objet depuis 2002[56].

### Personnalités liées à la commune
- François Sabbathier (1735-1807), littérateur, mort à Écury-sur-Coole[57].